# Sárszalonka

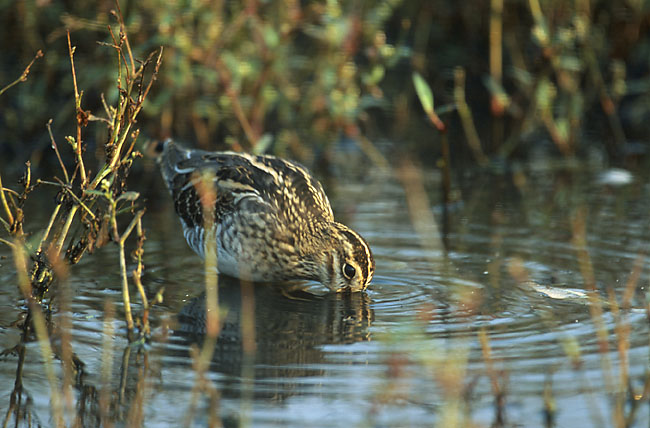
Étkezés közben

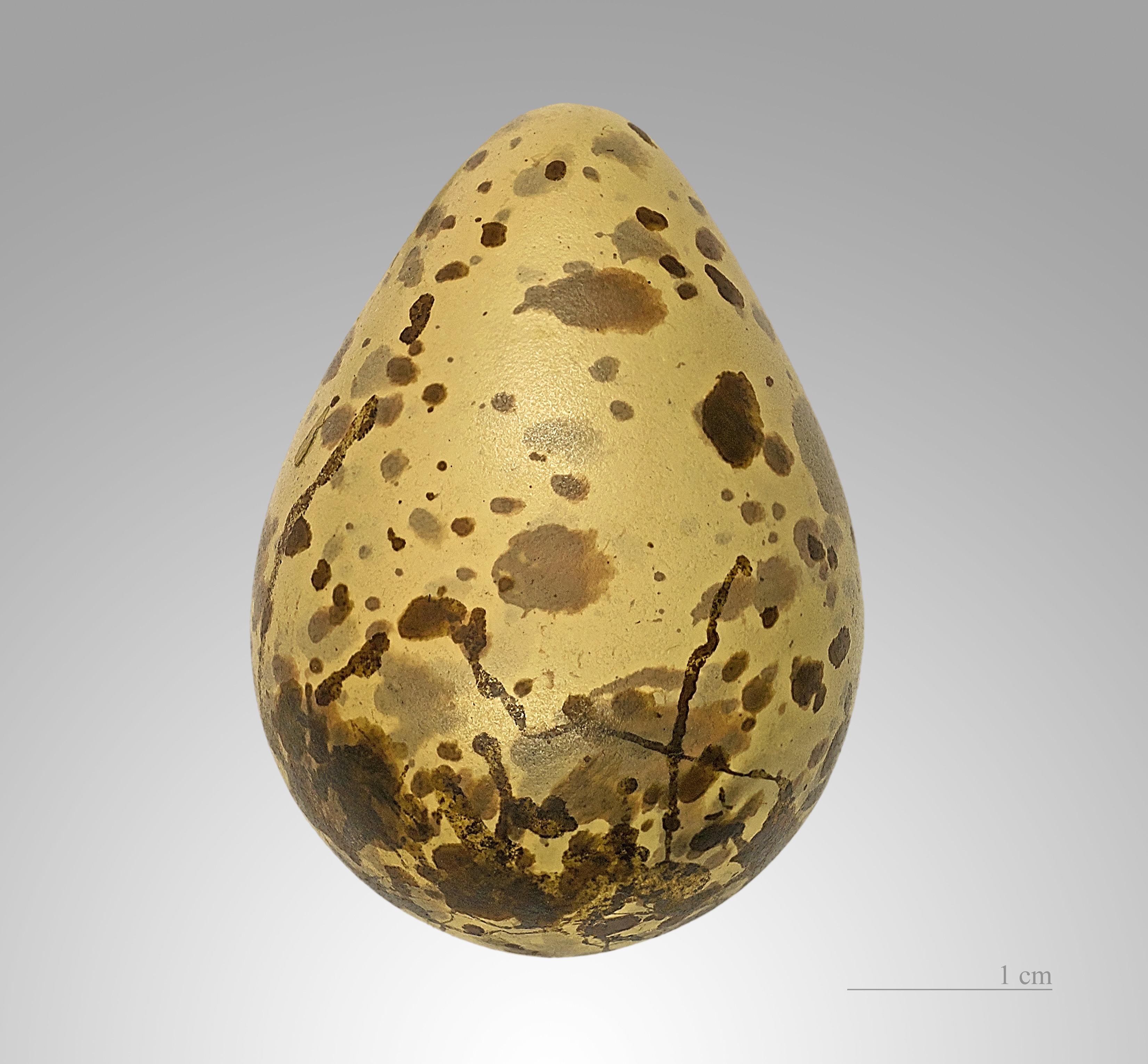
Gallinago gallinago

A sárszalonka, más néven közép sárszalonka (Gallinago gallinago) a madarak osztályának lilealakúak (Charadriiformes) rendjébe, ezen belül a szalonkafélék (Scolopacidae) családjába tartozó faj.

## Előfordulása
Kanadában, Izlandon, Európa és Oroszország északi részén költ, ősszel délre vonul, eljut Dél-Amerikába és Afrikába is. Mindig víz közelében található, mocsaraknál, sekély vízű tavaknál, amelyeket sűrű növényzet borít.

## Alfajai
- Gallinago gallinago gallinago – Eurázsiai sárszalonka – Eurázsia. Izlandtól és a Brit-szigetektől keletre egészen Kamcsatkáig, a Bering-szigetekig és Szahalinig.
- Gallinago gallinago faeroensis – Feröeri sárszalonka – egészen kis elterjedési területe van, csupán Feröeren, az Orkney-szigeteken és a Shetland-szigeteken él.
- Gallinago gallinago delicata – Amerikai sárszalonka – Észak-Amerika. Az amerikai kutatók önálló fajnak tartják Gallinago delicata néven.

|  |

## Megjelenése
Átlagos testhossza 25–27 centiméter, szárnyfesztávolsága 44–47 centiméteres, testtömege 80–140 gramm. Barnás, sárgás foltos tollruhája kiváló rejtőszínt biztosít fűvel és sással borított környezetében.

## Életmódja
Gerinctelen állatokkal, gilisztákkal és csigákkal táplálkoznak, melyet a földön, vagy a sekély vízben keresgélnek.

## Szaporodása

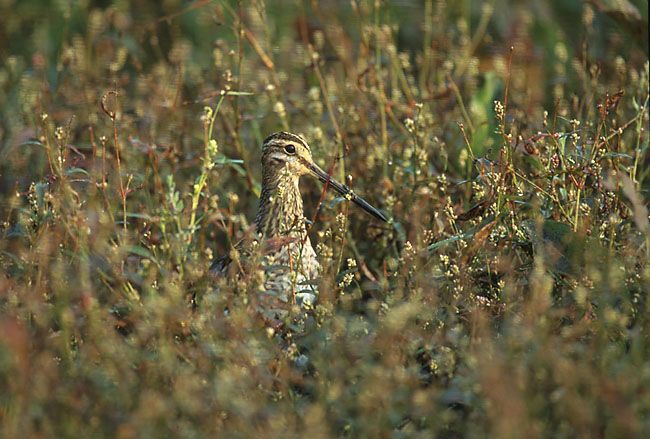
Fészkén ülő madár

A levegőben végzi násztáncát, repülés közben zuhanni kezd, miközben érdekes hangokat kelt. Párosodás után a sűrű fűbe rakja fészkét. Fészekalja 1–6 tojásból áll, amelyeken 18-20 napig kotlik.

## Kárpát-medencei előfordulása
Magyarországon rendszeres fészkelő, márciustól-novemberig tartózkodik a fészkelőhelyén.

## Védettsége

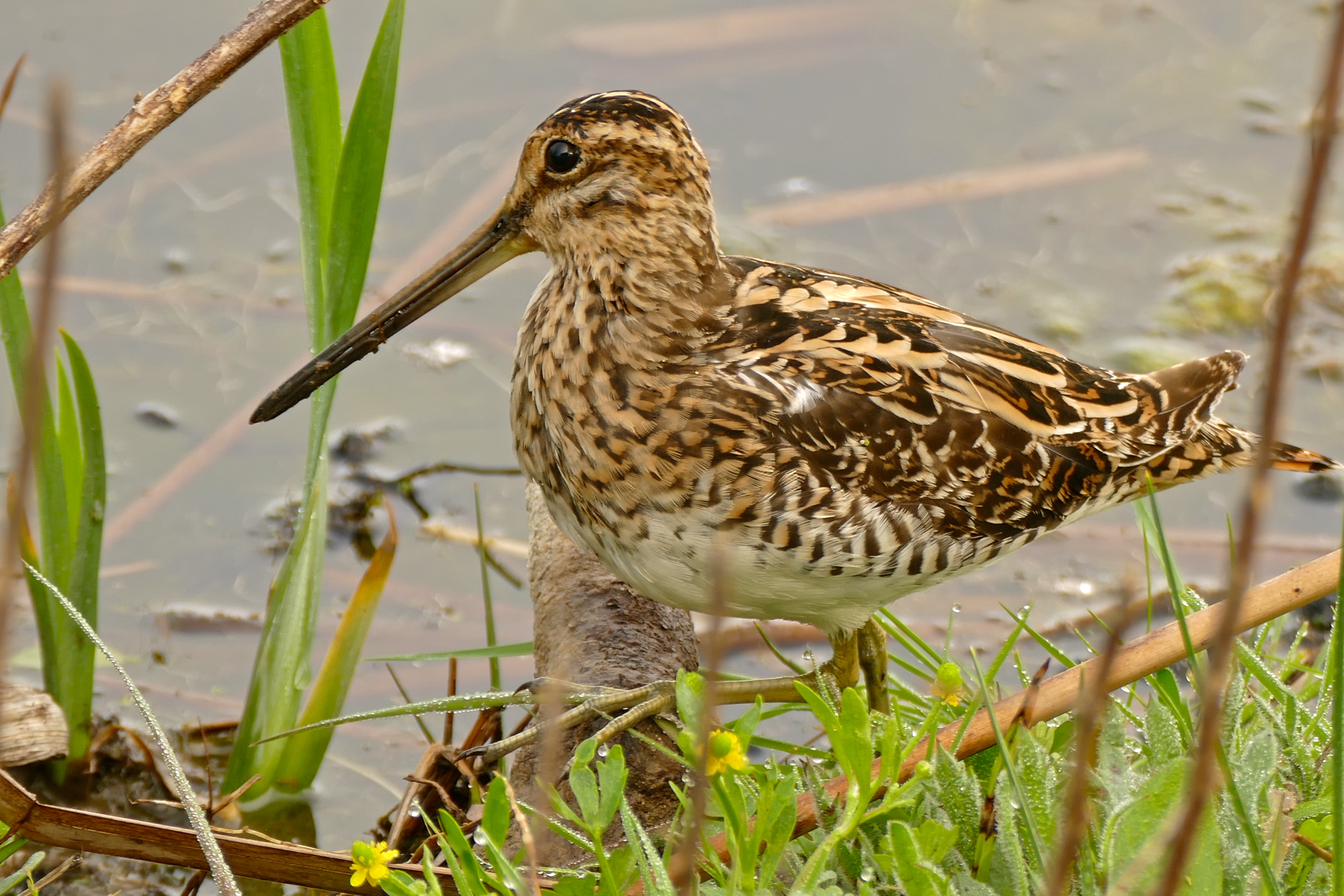
Portré

Magyarországon védett, természetvédelmi értéke 100 000 forint.